# أرت كوركوران
أرت كوركوران (بالإنجليزية: Art Corcoran)‏ هو لاعب كرة قاعدة أمريكي، ولد في 23 نوفمبر 1894 في Roxbury, Boston ‏ في الولايات المتحدة، وتوفي في 27 يوليو 1958 في تشيلسي في الولايات المتحدة.

## وصلات خارجية
- أرت كوركوران على موقعبيزبول رفرنس.كوم (الدوري الرئيسي) (الإنجليزية)